# 나자트 발로벨카셈
나자트 발로벨카셈(아랍어: نجاة فالو بلقاسم, 프랑스어: Najat Vallaud-Belkacem, 1977년 10월 4일 ~ )은 모로코 태생의 프랑스 전 정치인이자 법학자이다. 사회당(PS)의 일원인 그녀는 프랑수아 올랑드 대통령 임기 동안 많은 장관직을 역임했다. 발로벨카셈은 마뉘엘 발스와 베르나르 카즈뇌브 총리 아래에서 2014년부터 2017년까지 그 직위를 유지하며 교육, 고등교육, 연구부 장관을 역임한 최초의 여성이었다.
2014년 여론조사에 따르면 발로벨카셈은 프랑스에서 가장 인기 있는 정치인 중 한 명으로 나타났다. 2020년부터 그녀는 프랑스의 ONE 캠페인의 이사로 재직하고 있다.